# Mount Airy (Maryland)
Mount Airy è un comune degli Stati Uniti d'America, situato nello stato del Maryland, diviso tra la contea di Frederick e la contea di Carroll.